# Odwrotna dystrybuanta
Odwrotna dystrybuanta, funkcja kwantylowa – uogólniona funkcja odwrotna do dystrybuanty danego rozkładu prawdopodobieństwa. Zwykle oznaczana {\displaystyle F^{-1}(p)}.
Jeżeli dystrybuanta {\displaystyle F(x)} jest funkcją ściśle rosnącą, wówczas funkcję odwrotną można zdefiniować jako
{\displaystyle F^{-1}(p)=\{x\in \mathbb {R} :p=F(x)\},}
gdzie {\displaystyle p\in (0,1).}
W przypadku, gdy dystrybuanta nie jest ściśle rosnąca, powyższa definicja nie jest jednoznaczna. Problemu tego unika się, definiując dystrybuantę odwrotną jako:
{\displaystyle F^{-1}(p)=\inf\{x\in \mathbb {R} :p\leqslant F(x)\},}
gdzie {\displaystyle p\in (0,1).}
Tak zdefiniowana dystrybuanta odwrotna ma następujące własności:
{\displaystyle F^{-1}(p)} jest niemalejąca dla {\displaystyle p\in (0,1),}
{\displaystyle F^{-1}(p)} jest lewostronnie ciągła dla {\displaystyle p\in (0,1),}
{\displaystyle F^{-1}(F(x))\leqslant x} dla {\displaystyle x\in \mathbb {R} } takiego, że {\displaystyle \Phi (x)\in (0,1),}
{\displaystyle p\leqslant F(F^{-1}(p))} dla {\displaystyle p\in (0,1).}

## Odwrotna dystrybuanta rozkładu normalnego
Szczególne znaczenie ma odwrotna dystrybuanta rozkładu normalnego. Może być ona zapisana za pomocą funkcji specjalnej, zwanej funkcją błędu {\displaystyle \operatorname {erf} {:}}
{\displaystyle F_{\mu ,\sigma ^{2}}^{-1}(p)=\mu +\sigma \Phi ^{-1}(p)=\mu +\sigma {\sqrt {2}}\operatorname {erf} ^{-1}(2p-1),\quad p\in (0,1).}
gdzie:
{\displaystyle \mu } – wartość oczekiwana rozkładu,
{\displaystyle \sigma ^{2}} – wariancja rozkładu.
{\displaystyle F_{\mu ,\sigma ^{2}}^{-1}(p)} – odwrotna dystrybuanta rozkładu normalnego o średniej {\displaystyle \mu } i wariancji {\displaystyle \sigma ^{2}}
{\displaystyle \Phi ^{-1}} – odwrotna dystrybuanta standaryzowanego rozkładu normalnego {\displaystyle {\mathcal {N}}(0,1).}

## Zastosowanie
Odwrotną dystrybuantę stosuje się m.in. przy przekształcaniu zmiennych losowych o rozkładzie równomiernym na zmienne losowe o dowolnym innym rozkładzie prawdopodobieństwa, wg wzoru:
{\displaystyle Y=F^{-1}(X),}
gdzie:
{\displaystyle Y} – zmienna losowa o pożądanym rozkładzie prawdopodobieństwa,
{\displaystyle F} – dystrybuanta tego rozkładu,
{\displaystyle X} – zmienna losowa o rozkładzie równomiernym w przedziale (0,1).